# Lori Lieberman
Lori Lieberman (nascida em 15 de novembro de 1951) é uma cantora e compositora americana que se acompanha no violão e no piano. Ela co-escreveu e gravou a primeira versão de "Killing Me Softly with His Song", que se tornou um single de sucesso de Roberta Flack em 1973, e novamente em 1996 com um novo arranjo dos the Fugees. Os parceiros de composição de Lieberman e a equipe de gestão de Charles Fox e Norman Gimbel não lhe atribuíram crédito por ajudar a escrever a música, então ela não recebeu milhões de dólares em royalties.
Lieberman lançou quatro álbuns de estúdio pela Capitol Records na década de 1970, no estilo soft rock e folk. Após uma pausa em 1978, ela retomou sua carreira de gravação em 1995.

## Biografia

### Vida pregressa
Lieberman nasceu em Los Angeles em 1951 em uma família judia. Seu pai, Kenneth Lieberman, era um engenheiro químico que inventou o tratamento de teto de pipoca. A do meio de três irmãs, ela passou sua infância e adolescência viajando entre a Califórnia e a Suíça, onde frequentou a Escola Internacional de Genebra. Ela retornou aos Estados Unidos e frequentou o Pine Manor College em Massachusetts.
Lieberman começou a cantar e compor ainda jovem, adquirindo simultaneamente o gosto por cantores franceses como Sylvie Vartan, bem como por rock e pop americanos. Esta última paixão foi alimentada por uma irmã mais velha que ouvia álbuns de Joni Mitchell, Judy Collins, Leonard Cohen e Jefferson Airplane.

### Primeira carreira de gravação
Pouco depois de retornar à América para estudar no final da adolescência, Lieberman assinou um contrato de produção, gravação e publicação de cinco anos firmado entre a Capitol Records e os compositores Charles Fox e Norman Gimbel. As contribuições de Lieberman para o processo foram ocasionalmente creditadas durante este período de sua carreira, mais notavelmente em "My Lover Do You Know", que apareceu em seu primeiro álbum, Lori Lieberman (1972), e que foi elogiada pela revista Billboard. Lieberman lembrou mais tarde que sua equipe de gestão era "muito, muito controladora... Eu me senti vitimizada durante a maior parte do início da minha carreira."
No intervalo entre seu primeiro e segundo álbuns, "Killing Me Softly with His Song", uma faixa da estreia de Lieberman, foi gravada por Roberta Flack, tornando-se um hit número 1 nos Estados Unidos e internacional e rapidamente ofuscando o original mais discreto de Lieberman. Em março de 1973, Lieberman gravou duas músicas para o filme The Harrad Experiment , lançado em maio daquele ano. As músicas, "I Hope I'll Have Your Love" e "Go Gently", foram escritas por Fox e Gimbel. Seu segundo álbum, Becoming (agosto de 1973), tornou-se o primeiro a chegar ao Top 200 da Billboard.
Mais dois álbuns de Lieberman, A Piece of Time (1974) e Straw Colored Girl (1975), apareceram na Capitol Records. Após sua saída da Capitol, o material de seus quatro primeiros álbuns foi compilado em um lançamento europeu, The Best of Lori Lieberman. Em 1977, a música "Great American Melting Pot", escrita por Lynn Ahrens para o programa de televisão Schoolhouse Rock!, teve vocais fornecidos por Lieberman. Ela cantou uma música no programa de televisão Fame dos anos 1980.
Em 1976, Lieberman se libertou da gestão onerosa de Gimbel e Fox, e deixou a Capitol Records. Ela retornou com Letting Go (Millennium Records, 1978, distribuído pela Casablanca Records/RCA Records), gravado em Nova Iorque com o produtor Paul Leka. As composições de Lieberman foram totalmente creditadas no álbum. A canção "Jingle" falou sobre a crescente insatisfação de Lieberman com a indústria musical. Logo após o lançamento de Letting Go, Lieberman abandonou sua carreira.

### Hiato e segunda carreira
No início da década de 1990, Lieberman era mãe de três filhos que se estabeleceu na Califórnia e construiu uma vida longe dos holofotes. Quando um vizinho, Joseph Cali (que interpretou Joey em Saturday Night Fever e se tornaria o terceiro marido de Lieberman) a incentivou a retornar à música, ela inicialmente relutou, mas deixou de lado essas dúvidas e gravou o álbum A Thousand Dreams, que foi composto em grande parte por suas próprias canções, aparecendo no selo independente Pope Records e projetado por Mark Levinson. O álbum e seu sucessor, Home of Whispers de 1996, foram gravados ao vivo e comercializados para a comunidade audiófila. Um terceiro lançamento, Gone Is The Girl, um álbum de estúdio com overdubs, foi lançado em 1998, antes do fim do selo Pope. Esta coleção combinou novas canções de Lieberman com algum material revisitado de seu passado. Em 2003, Lieberman lançou outro álbum de material original, Monterey, que foi lançado por sua própria gravadora, a Drive On Records.
A partir de 2009, Lieberman desfrutou de maior visibilidade. Após o lançamento de Gun Metal Sky (Drive On Records) em 2009, ela se tornou uma artista de grande gravadora pela primeira vez desde a década de 1970, quando a V2 Records (originalmente uma subsidiária da Virgin Records e agora parte do Universal Music Group) assumiu a opção de remasterizar, reembalar e distribuir Gun Metal Sky em territórios fora da América. Para sua encarnação europeia, o álbum revisado apareceu em 2010 sob o novo título Takes Courage. Com financiamento e apoio promocional por trás dela, Lieberman começou a fazer turnês pela Europa, atraindo públicos em número suficiente para encher salas de concerto. O lançamento rápido de 2011, Bend Like Steel (Drive On/V2), consolidou seu novo sucesso e levou às suas primeiras incursões em vídeos promocionais. Em 2012, o single mais abertamente político de Lieberman, "Rise", uma resposta à crise econômica global e à divisão desigual de riqueza, foi lançado mundialmente com um vídeo acompanhante. "Rise" foi incluído no álbum de 2013 de Lieberman, Bricks Against The Glass (Drive On/Rough Trade Benelux).

## Controvérsia sobre "Killing Me Softly"
Desde meados da década de 1990, à medida que o perfil de Lieberman cresceu, Gimbel e Fox negaram publicamente o método de trabalho original que teriam estabelecido com Lieberman no início de sua carreira, ou seja, que a própria escrita de Lieberman era o material essencial do qual suas canções cresceram. Esta disputa se concentrou especificamente em "Killing Me Softly with His Song", que até então se dizia ter surgido de um poema escrito por Lieberman após sua participação em um show de Don McLean.
Tanto Gimbel quanto Fox afirmaram na imprensa que Lieberman não teve envolvimento na criação da música. Don McLean apoiou Lieberman tanto em seu site quanto no palco de um show que ele a convidou para assistir em 2010. No entanto, o assunto só chegou a uma conclusão inequívoca quando artigos contemporâneos do início dos anos 1970 foram exumados, todos eles justificando Lieberman. Em 5 de abril de 1973, Gimbel informou ao Daily News: "Ela [Lori Lieberman] nos contou sobre essa forte experiência que teve ao ouvir McLean... Eu tinha uma noção de que isso poderia ser uma boa música, então nós três discutimos sobre isso. Conversamos sobre isso várias vezes, assim como fizemos para o resto dos números que escrevemos para este álbum e todos nós sentimos que tinha possibilidades." Lieberman, Gimbel e Fox foram descritos em um artigo da revista Billboard em 1973 como uma equipe de compositores.

## Vida pessoal
O colega compositor de Lieberman, Norman Gimbel, teve um caso extraconjugal com Lieberman depois que ela começou a trabalhar com Gimbel e Fox como empresários artísticos. Gimbel era casado e tinha 44 anos, e ela tinha 20. Os dois mantiveram o caso em segredo por anos.
Em 1979, Lieberman casou-se com o diretor de cinema Neal Israel. Eles se divorciaram um ano depois.
Na década de 1980, Lieberman deu à luz três filhos de seu segundo marido, o compositor de cinema e televisão Gary Scott, criando-os nas colinas acima de Malibu, Califórnia, junto com cavalos e cães.
Em 1995, seu vizinho, o ator Joseph Cali, mais conhecido por interpretar "Joey" em Saturday Night Fever, a encorajou a começar a gravar suas canções novamente.
Em 1999, após se divorciar de Scott, Lieberman se casou com Cali.

## Discografia
- Lori Lieberman (Capitol, 1972)
- Becoming (Capitol, 1973) US No. 192
- A Piece of Time (Capitol, 1974)
- Straw Colored Girl (Capitol, Bovema, EMI, 1975)
- The Best of Lori Lieberman (Capitol, Bovema, EMI, 1976)
- Letting Go (Millennium, Casablanca, RCA, 1978)
- A Thousand Dreams (Pope Music, 1995)
- Home of Whispers (Pope Music, 1996)
- Gone Is the Girl (Pope Music, 1998)
- Monterey (Drive On Records, 2003)
- Gun Metal Sky (Drive On, 2009)
- Takes Courage (V2, 2010)
- Bend Like Steel (Drive On/V2, 2011)
- Bricks Against the Glass (Drive On/Rough Trade Benelux, 2013)
- Ready for the Storm (Butler Records, 2015)
- The Girl and the Cat (Butler, 2019)